# まむしと青大将
『まむしと青大将』（まむしとあおだいしょう）は、1975年3月8日に公開された日本の映画。製作は東映京都撮影所。菅原文太・川地民夫出演による『まむしの兄弟』シリーズの最終作である。

## 出演
- ゴロ政：菅原文太
- 不死身の勝：川地民夫
- 一条沙織：緑魔子
- 町田健次郎：荒木一郎
- 松川きく：悠木千帆（現・樹木希林）
- 島津光文：室田日出男
- 砂子欣一：川谷拓三
- 花江：三島ゆり子
- 洋子：橘真紀
- 名和広
- 中橋：坊屋三郎
- 松本益吉：汐路章
- ローズ：潤ますみ
- 坊本常子：石井富子
- 田尻峰吉：佐藤蛾次郎
- 朴東一：川波公次郎
- 西田良
- 津田耕一：林彰太郎
- 金本良三：志賀勝
- 杉井：唐沢民賢
- 金沢達彦：成瀬正孝
- 高並功
- 酒田：大木晤郎
- 木下保男：有川正治
- ガリ安：野口貴史
- 小柴：岩尾正隆
- 松本泰郎
- 奈辺悟
- 宗田功一：木谷邦臣
- 黄元仁：友金敏雄
- 司裕介
- 白川浩二郎
- 蓑和田良太
- 橘亜美
- ミヨコ：丸平峰子
- モンロー：堀めぐみ
- 内村レナ
- 松本利子：松本政子
- 鳥居敏彦
- 小田真士
- 玉井清司：疋田泰盛
- 支配人：那須伸太朗
- 小坂和之
- 井上真也
- 吉岡靖彦
- 田村亜紀
- 宮原みゆき
- 宮原淳一
- 片桐竜次
- 北川俊夫
- 藤山玄竜：渡辺文雄
- 元村昭治：安部徹
- 坊本徳造：金子信雄
- ノンクレジット
  - チンピラ：福本清三
  - 組員：寺内文夫

## スタッフ
- 監督 - 中島貞夫
- 企画 - 橋本慶一、佐藤雅夫
- 脚本 - 高田宏治
- 助監督 - 篠塚正秀
- 撮影 - 赤塚滋
- 照明 - 北口光三郎
- 録音 - 荒川輝彦
- 美術 - 吉村晟
- 音楽 - 広瀬健次郎
- 編集 - 市田勇
- 麻雀指導 - 小島武夫
- 助監督 - 篠塚正秀
- 記録 - 梅津泰子
- 装置 - 温井弘司
- 装飾 - 柴田澄臣
- 背景 - 西村三郎
- 美粧結髪 - 東和美粧
- スチール - 中山健司
- 衣装 - 岩谷保
- 演技事務 - 上田義一
- 擬闘 - 三好郁夫
- 進行主任 - 長岡功

## 製作

### キャスティング
岡田茂東映社長の息子・岡田裕介が、東映での初出演をオファーされていたが（役柄不明）、「『鳩子の海』の撮影で忙しい」と出演を拒否し、代役が立てられた。